# یانگ مانچون
این یک نام کره‌ای است؛ نام خانوادگی یانگ است.
فرماندار یانگ مانچون (به کره‌ای: 양만춘)، فرماندار دژ آنشی در طول نبرد دژ آنشی در سال‌های پایانی گوگوریو، یکی از سه پادشاهی قدیمی کره بود. او به دلیل توقف حمله امپراتور تای‌زونگ به دژ آنشی در طول جنگ نخست گوگوریو–تانگ معروف است، او همچنین در نسل‌های بعدی به عنوان قهرمان نجات ملی مورد احترام قرار گرفت.

## نام
نام یانگ مانچون نامی ساختگی است که اولین بار در قرن شانزدهم در یک رمان چینی ظاهر شد و نام واقعی آن مشخص نیست. همچنین یک نظریه وجود دارد که او پسر یانگ هیون گام بود و پس از مرگ یانگ هیون گام به گوگوریو بازگشت.

## مشارکت در جنگ گوگوریو–تانگ
همچنین ببینید: محاصره دژ آنشی
در سال ۶۴۲ میلادی، یون گه‌سومون، پادشاه یونگ‌نیو را به قتل رساند و کنترل نظامیِ کشور را به دست گرفت. با این حال، اگرچه یون گه‌سومون به سرعت کنترل باقی کشور را به دست گرفته بود، یانگ مانچون از تسلیم دژ آنشی خودداری کرد. پس از یک محاصره طولانی و تلاش‌های مکررِ نافرجام برای هجوم به قلعه، یون گه‌سومون، مجبور شد عقب‌نشینی کند و به یانگ مانچون اجازه دهد تا موقعیت خود را به عنوان فرمانده دژ حفظ کند. این به نفع او بود، چون یانگ از آنشی در برابر هجوم ارتش تانگ دفاع می‌کرد.
در سال ۶۴۵، تایزونگ دومین امپراتور تانگ و بنیانگذار آن حملاتی را علیه گوگوریو رهبری کرد. برخی از قلعه‌های مرزی گوگوریو، خیلی زود سقوط کردند او با ارتشی بالغ بر نیم میلیون نفر توانست دژهای یودونگ، بگام و گه‌مو را تصرف کند (که پیش از این فتح نشده بودند)، با این حال، تانگ نتوانست دژ آنشی را به تصرف درآورد. گوگوریو نیرویی را که ۱۵۰٫۰۰۰ نفر گزارش شده بود فرستاد تا محاصره دژ آنشی را بشکنند، اما نتوانستد به آن برسند و احتمالاً در نبردی که به نبرد کوهستان جوپیل معروف است شکست خوردند؛ علی‌رغم محاصره آنشی، ارتش تانگ قادر به فتح کردن آنشی نبود.
تایزونگ پس از ماه‌ها محاصره و یورش ناموفق و دفاع جانانه مدافعان بفرماندهی یانگ مانچون، در نهایت دستور ساخت یک توسان را داد که یانگ آن را تصرف کرد یا به نحوی تخریب شد. وقتی زمستان نزدیک شد با نزدیک شدن قوای بزرگ کمکی یون گه‌سومون و از بین رفتن نیروی دریایی، نیروهای تانگ مجبور به عقب‌نشینی شدند که در این حین بسیاری از ارتش تانگ به علت بیماری و کمین و زد و خورد و گرسنگی کشته شده و تنها سی هزار نفر به چین بازگشتند؛ چند شهر توسط گوگوریو تصرف شد و
امپراتور تایزونگ احتمالاً بخاطر بیماری یا زخم ناشی از این جنگ در سال ۶۴۸ درگذشت وی به هنگام مرگ، به جانشنیان خود وصیت کرد که دیگر به گوگوریو حمله نکنند، با این حال در سال ۶۶۷ میلادی، نیروهای مشترک تانگ و شیلا به فرماندهی لی جینگ، مجدداً به گوگوریو حمله کردند، امپراتوری گوگوریو، با مرگ یون گه‌سومون، و کشته شدن یانگ مانچون، در بدترین و وخیم‌ترین وضع خود قرار گرفته بود.
افزون بر این، یون نامگون یکی از پسران یون گه‌سمون که علیه دو برادر خودش شورش کرد و حکومت را از برادر بزرگ‌ترش یون نامسنگ غصب کرد، پس از این اتفاق، یون نامسنگ به اردوگاه تانگ پناه برد و تسلیم شد و درخواست کرد تا در ازای همکاری برای تسخیر گوگوریو، حکومت را به او واگذار کند، همچنین یون نامسان و فرمانروا بوجانگ تسلیم شیلا و تانگ شدند، در سال ۶۶۷ که ارتش متحد شیلا–تانگ به گوگوریو حمله کردند، یون نامسان که کنترل دربار را برعهده گرفته بود در برابر این حملات مقاومت کرد، اما این مقاومت چندان دوامی نداشت و در سال ۶۶۸ دژ پیونگ‌یانگ تصرف و به آتش کشیده شد و در نهایت گوگوریو سقوط کرد با این حال پس از سی سال جنگ در ۶۹۸ فرماندهان و مردم سابق گوگوریو بالهه را تأسیس کردند.
محاصره قلعه آنسی به تفصیل (بدون نام فرمانده) در سامگوک ساگی, گوگوریو، جلد ۹. (در مجموع:۲۱ جلد). en:Yang Manchun#cite note-SS21-2

## مرگ
یانگ مانچون در اواخر عمر خود به عنوان وزیر جنگ گوگوریو منسوب شد. در آن موقع برخی از وزیران گوگوریو قصد داشتند با تانگ صلح کنند.
بنابراین وزرایی که می‌دانستند یانگ مانچون، مخالف صلح با تانگ است، تصمیم گرفتند، جان یانگ مانچون را بگیرند.
شواهد حاکی از آن است که یانگ مانچون در سال ۶۶۶ میلادی، در اقامتگاه خود به قتل رسیده است.

## تصویرسازی مدرن

### سریال
- «ته جویونگ» کی‌بی‌اس، ۲۰۰۶~۲۰۰۷، بازیگر: ایم دونگجین
- «یون گه‌سومون» اس‌بی‌اس، ۲۰۰۶~۲۰۰۷، بازیگران: لیم ایلگیو، شین دونگهون
- «داستان عاشقانه سه پادشاهی» کی‌بی‌اس، ۱۹۹۲~۱۹۹۳، بازیگر: ایمهیوک

### فیلم
- «دژ آنشی»، ۲۰۱۸، بازیگر: جو اینسونگ